# 1918년 철새 조약법
1918년 철새 조약법(영어: Migratory Bird Treaty Act of 1918, MBTA), 16 U.S.C. §§ 703–712조에 성문화되어 있으며 (§709는 생략됨), 1918년 미국과 캐나다 간의 철새 보호 협약을 이행하기 위해 처음 제정된 미국 연방 법률이다. 이 법령은 약 1,100종의 철새로 등재된 조류를 추적, 사냥, 포획, 살해 또는 판매하는 것을 면제 없이 불법으로 규정한다. 이 법령은 살아있는 새나 죽은 새를 구별하지 않으며, 깃털, 알, 둥지를 포함한 모든 새의 부분에 대해 완전한 보호를 부여한다. 2020년 3월에 업데이트된 목록은 종의 수를 1,093종으로 줄였다.
흰머리수리 법을 포함한 법의 일부 예외 사항은 연방 규정(50 CFR 22)에 제정되어 있으며, 이는 흰머리수리, 검독수리 및 그 "부분, 둥지, 알"의 포획, 소유 및 운송을 "과학, 교육 및 피해 방지 목적; 아메리카 원주민 부족의 종교적 목적; 그리고 특정 지역의 다른 이해 관계를 보호하기 위해" 규제한다. 연방 승인 부족의 등록된 구성원은 "선의의 부족 종교 의식"에 사용하기 위한 독수리 허가를 신청할 수 있다.
미국 어류 및 야생동물관리국은 이 법에 따라 달리 금지된 활동에 대한 허가를 발급한다. 여기에는 박제, 매사냥, 번식, 과학 및 교육적 사용, 그리고 피해 방지를 위한 허가가 포함되며, 후자의 예로는 항공기에 위험을 초래하는 공항 근처 거위 살해가 있다.
이 법은 많은 조류 종들이 조류 및 조류 깃털의 상업적 거래로 위협받던 시대에 제정되었다. 이 법은 최초의 연방 환경법 중 하나였다 (레이시 법은 1900년에 제정되었다). 이 법은 이전의 윅스-맥클린 법 (1913)을 대체했다. 1918년 이래로 미국과 네 다른 나라 (멕시코 (1936), 일본 (1972), 소련 (1976, 현재는 승계국 러시아)) 간에 유사한 협약이 체결되어 MBTA에 통합되었다. 일부 협약은 조류 자체뿐만 아니라 조류의 생존에 필요한 서식지 및 환경에 대한 보호도 규정한다.
헌법적으로 이 법은 연방 조약 체결 권한을 사용하여 주 법의 조항을 무효화하는 데 사용되었다는 점에서 흥미롭다. 연방 정부가 이러한 조치를 취할 수 있다는 원칙은 미주리 대 홀랜드 사건에서 지지되었다. 이 조약을 옹호하면서 연방 판사 발레리 캐프로니는 2020년 8월 11일 판결에서 "흉내지빠귀를 죽이는 것은 죄일 뿐만 아니라 범죄이기도 하다"고 썼다.
2021년 1월 5일 행정법이 개정된 후, 미국 내무부는 기업이나 개인에 의한 조류의 우발적 살해에 대해 철새 조약법에 따른 벌칙을 더 이상 시행하지 않았다. 이 변경은 2021년 10월 4일에 철회되었다.

## 섹션
- § 703: 철새의 불법 포획, 살해 또는 소유
- § 704: 철새의 포획, 살해 또는 소유 시기 및 방법에 대한 결정
- § 705: 철새의 운송 또는 수입; 불법인 경우
- § 706: 체포; 수색영장
- § 707: 위반 및 처벌; 몰수
- § 708: 주 또는 준주 법률 또는 규정
- § 709: 생략됨
- §709a: 예산 승인
- § 710: 부분 무효; 약칭
- § 711: 식량 공급을 위한 번식 및 판매
- § 712: 조약 및 협약 이행 규정; 알래스카 원주민의 필수 필요를 위한 철새의 계절적 포획으로 조류 개체군 보존 및 유지; 조류 보호 및 보존

## 역사
루이스 마셜은 연방 정부의 환경 보호 및 보존에 대한 권리와 책임을 강조하는 대법원의 랜드마크 사건에서 개입자로서 중요한 영향을 미쳤다. 아디론댁 보호 협회를 대신하여 미주리 대 홀랜드 사건에서 법정 친구 브리프를 통해 마셜은 미국과 캐나다 간의 1918년 철새 조약법을 지지하도록 법원을 성공적으로 설득했다. 아들러가 묘사했듯이, 마셜은 "미국이 그러한 법률을 만들 권한이 있으며; 의회가 그 권한 내에 있었고; 그 법이 합헌적이었다"고 주장했으며; 또한 "의회가 공공 영역의 보호를 위해 입법할 전적인 권한을 가졌다면, 철새 보호를 포함하여 그러한 보호의 모든 가능성을 고려해야 했다"고 주장했다. 철새는 "적대적인 곤충에 대한 '자연 보호자'로서, 통제되지 않으면 ... '초원과 숲'의 불가피한 파괴를 초래할 것"이라고 덧붙였다. 핸들린에 따르면, 마셜의 개입은 "결정에 중요한 요인"이었다.

### 2000년 이후 개정
2006년 8월 24일자 연방 관보에서 미국 내무부의 어류 및 야생동물관리국은 152종을 추가하고, 12종을 제거하며, 수많은 다른 종의 일반명 또는 학명을 수정/업데이트할 것을 제안했다. 제안된 개정의 이유는 이전에 실수로 누락된 조류, 지리적 분포에 대한 새로운 증거, 분류학적 변경 등이다. 또한, 2001년 이후 법원 명령으로 임시 보호를 받던 벙어리백조 (Cygnus olor)는 "외래종 및 인간 도입종"이라는 이유로 제안에서 공식적으로 보호 대상에서 제외되었다. 목록의 이전 업데이트는 1985년 4월 5일에 이루어졌다.
2001년 1월 9일, 미국 연방 대법원은 솔리드 웨이스트 에이전시 오브 노던 쿡 카운티 대 육군 공병대 사건에서 "철새 규칙"이라고 불렸던 것을 5대 4로 기각했다. 이 사건은 시카고 주변의 도시 연합과 미국 육군 공병대 사이에 100종 이상의 철새가 서식하거나 방문하는 고립된 습지를 둘러싸고 발생했다. 이 사건에서 스코키는 물로 채워진 폐쇄된 채석장이 고형 폐기물 처리 시설로 사용되기를 원했지만, 다른 수역이나 항해 가능한 수역과 연결되어 있지 않았다. 지난 15년 동안 하급 법원은 철새를 지지하며 육군 공병대의 편을 들었다.
적어도 한 주는 새로운 대법원 판결에 대응하여 고립된 습지 보호를 복원했다: 2001년 위스콘신법 6호는 연방 당국의 권한이 철회된 후 주에 습지 규제를 복원한 전국 최초의 법이다. 이 법은 위스콘신에 있는 백만 에이커 (4,000 km²) 이상의 고립된 습지에 대한 보호를 복원한다. 2001년 5월 7일, 위스콘신 주지사 스콧 매컬럼은 위스콘신 습지 규제를 위스콘신 자연자원부의 관할권으로 이전하여 습지를 보호하는 법안에 서명했다. 초당적인 주 의원들은 이 법안을 전적으로 지지했으며, 대법원이 연방 청정수법이 고립된 습지에 관련된 결정에 대한 군단의 권한을 부여하지 않는다고 판결한 후 필요하다고 생각했다.

## 사유 재산 소유주에게 미치는 영향
철새는 나무나 건물 등 사유 재산에 머물 수 있다. 1918년 철새 조약법은 해당 재산에서 목록에 있는 모든 종 또는 그 부분(깃털, 알, 둥지 등)을 제거하는 것을 금지한다. 그러나 극단적인 상황에서는 목록에 있는 종의 재배치를 위한 연방 허가를 받을 수 있다(일부 주에서는 연방 허가 외에 주 허가가 필요하다). 조약의 정신에 따라 허가를 얻는 것은 쉽지 않다. 신청자는 미국연방규정집 50조, 21.27, 특별 목적 허가에 명시된 특정 기준을 충족해야 한다.
허가 신청자는 일반적으로 야생동물 재배치를 전문으로 하는 계약자이다. 계약자를 고용하여 자신의 재산에서 동물을 포획하고 재배치할 때, 사유 재산 소유자는 필요한 서류 없이 포획 활동이 흔히 발생하므로, 포획 활동이 시작되기 전에 그러한 허가에 대한 증거를 확보하는 것이 좋다.
대부분의 야생동물 관리 전문가는 재배치 조치를 조류에게 불필요한 해를 끼치는 것으로 간주하며, 특히 재배치된 조류(철새이므로)가 종종 다음 해에 같은 재산으로 돌아오기 때문이다. 포획 및 재배치의 경우, 다음과 같은 해가 발생하거나 발생할 수 있다:
- 포획 및 재배치 스트레스로 인해 질병에 대한 감수성이 증가하는 것을 설명하는 용어인 파괴
- 새로운 위치에서 영역을 설정하는 데 어려움
- 가족 구성원 분리 및 새끼의 성체로의 자연스러운 진행 방해

## 사냥 조류 및 사냥 종
캐나다와 멕시코와의 철새 협약은 "사냥 조류"를 다음 과에 속하는 종으로 정의한다:
- 오리과 (백조, 거위, 오리)
- 뜸부기과 (뜸부기, 쇠물닭, 물닭)
- 두루미과 (두루미)
- 물떼새과 (물떼새, 꼬까도요)
- 검은머리물떼새과 (검은머리물떼새)
- 장다리물떼새과 (장다리물떼새, 뒷부리장다리물떼새)
- 도요과 (도요새, 붉은발도요, 그 외)
- 비둘기 (비둘기, 비둘기)

협약을 이행하는 철새 조약법은 내무부 장관에게 위에 나열된 철새 사냥 조류 종에 대한 사냥 시즌을 설정할 권한을 부여한다. 실제로 어류 및 야생동물관리국은 사냥이 오랫동안 사냥 전통이 있었고, 개체군 상태와 장기적인 보존에 부합하는 종에 대해서만 적절하다고 판단했다. 예를 들어, 19세기 말 시장 사냥꾼에 의해 개체군이 황폐화된 물떼새, 마도요 또는 다른 많은 종의 도요새에 대한 합법적인 사냥은 볼 수 없을 것이다.
철새 조약법은 약 170종을 "사냥 조류"로 간주하지만, 매년 60종 미만의 종이 일반적으로 사냥된다. 어류 및 야생동물관리국은 연방 관보에 철새 사냥 조류 규정을 발행한다.

## 법적 소송
한 가지 문제는 괌에서 북쪽으로 150 마일 (240 km) 떨어진 태평양의 작은 무인도인 파라욘 데 메디니야와 관련이 있다. 이곳의 사격장은 미국 태평양 함대가 사용할 수 있는 유일한 미국 관할 사격장이며, 괌 기지에서 실제 사격 훈련에 편리하게 접근할 수 있다. 또한 파라욘 데 메디니야 지역의 공역 및 해역은 연습해야 할 다양한 공격 프로필을 위한 충분한 공간을 제공한다. 베트남 전쟁 작전이 절정에 달했을 때 섬에 투하된 폭탄은 한 달에 22톤으로 추정되었지만, 현재는 상당히 적다.
미국 해군은 1960년대보다 현재 환경 피해를 방지하기 위한 훨씬 더 많은 완화 절차를 가지고 있다. 1969년 국가환경정책법을 준수하여 환경 영향 평가서를 작성했다. 그러나 해군은 예방 조치에도 불구하고 MBTA에 의해 보호되는 새가 죽지 않을 것이라고 보장할 수 없었다. 어류 및 야생동물관리국은 그러한 보장 없이는 허가를 부여할 수 없었고, 허가는 발급되지 않았다. 해군은 환경법을 준수하기 위해 최선을 다했으며, NEPA를 위해 준비된 영향 평가서에 따라 운영을 허용해야 한다고 주장했다. 공화당 소속 사이판 의원 조셉 P. 드레옹 게레로는 미군이 파라욘 데 메디니야에 대한 폭격 [훈련]의 영향을 "철저하고 꼼꼼하게 모니터링"한다고 언급했다.
어스저스티스는 해군이 다른 환경법은 준수했지만 MBTA를 준수하지 않았기 때문에 시험에 대한 임시 금지 명령을 요청하는 소송을 제기했다. 그 결과, 의회는 국방부가 "군사 준비 활동" 중 "철새를 포획"하는 것을 합법화하기 위해 1918년 철새 조약법을 개정하는 법안(H.R. 4546)을 발의했다. (준비 활동은 전투 관련 모든 훈련 활동 및 군사 작전, 전투 사용 장비 테스트로 정의된다.) 의회 기록에 따르면 "최근 연방 법원 판결은 해군이 괌 근처 훈련 중 허가 없이 우발적으로 철새를 포획하여 철새 조약법을 위반했다고 지적했다. 하원 보고서는 면제 조항이 필수 훈련이 진행될 수 있도록 우발적 포획에 대한 허가 부족을 해결하기 위한 것이라고 밝힌다. 이 법안에 사용된 언어는 허가 발급을 승인하는 것이 아니라, 더 광범위하게 불법 행위를 규정하는 철새 조약법의 부분이 군사 준비 활동에는 적용되지 않는다고 명시하는 것으로 보인다.

## 제안된 개정안
- 철새 조약법을 개정하여 알래스카 원주민의 비식용 철새 부품이 포함된 품목 판매 금지에 대한 특정 알래스카 원주민 공예품의 면제에 관한 법안 (H.R. 3109; 113대 의회) – 알래스카 원주민이 철새 부품, 특히 깃털로 만든 전통적인 수공예품인 가면, 장신구, 옷, 사냥 장비 등을 제작하고 판매할 수 있도록 허용하는 법안.[16][17] 이 법안은 2014년 9월 8일 미국 하원에서 음성 투표로 통과되었다.[18]

## 같이 보기
- 남극 동식물 보존을 위한 합의 조치
- 생물 다양성 협약
- 멸종 위기에 처한 야생 동식물 종의 국제 거래에 관한 협약 (CITES)
- 멸종 위기 종 법
- 흰머리수리 및 검독수리 보호법
- 환경 협정
- 람사르 협약
- 싱크박스
- 미주리 대 홀랜드 사건
- 철새 협약법, 조약을 이행하는 캐나다 법
- 철새 조약 또는 협약

## 더 읽어보기
- Coggins, George Cameron, and Sebastian T. Patti. "The Resurrection and Expansion of the Migratory Bird Treaty Act." U. Colorado Law Review 50 (1978): 165+.